# Jošavka Donja
Jošavka Donja (en serbe cyrillique : Јошавка Доња) est un village de Bosnie-Herzégovine. Il est situé dans la municipalité de Čelinac et dans la république serbe de Bosnie. Selon les premiers résultats du recensement bosnien de 2013, il compte 779 habitants.

## Démographie

### Répartition de la population par nationalités (1991)
En 1991, le village comptait 957 habitants, répartis de la manière suivante :

### Communauté locale
En 1991, Jošavka Donja faisait partie de la communauté locale de Jošavka qui comptait 2 276 habitants, répartis de la manière suivante :